# 동현학교
동현학교는 경기도 광주시 곤지암읍 연곡리에 있는 사립 특수학교이다. 지적장애 학생을 위한 특수교육기관으로 유치부, 초등부, 중학부, 고등부, 전공과를 두고 있다.

## 학교 연혁
- 1996.12.26.  학교 설립 인가, 유치원(2학급), 초등학교(6학급), 중학교(3학급)
- 1997.03.01.  동현학교 개교, 초대 김길재 교장 취임
- 2000.03.01.  제2대 이태화 교장 취임
- 2003.12.30.  통합교육 우수학교 경기도교육감 표창
- 2005.03.01.  제3대 송태희 교장 취임
- 2008.12.16.  경기도교육청 지정 명품프로그램 인증 <등산활동>
- 2009.11.12.  고등학교 설립인가(3학급)
- 2011.01.31.  전공과정(진로취업과 2학급) 신설
- 2011.12.10.  경기도 특수학교 평가 우수교 선정
- 2012.12.15.  경기도 특수교육활동부문 우수교 선정
- 2012.08.20.  제4대 김인환 교장 취임, 원예실 설치
- 2013.04.17.  제5대 신승관 교장 취임, 제1회 경기도 한마음 태권도대회 장려상
- 2017.03.01.  제6대 이윤구 교장 취임
- 2017.10.01.  제5회 경기도지사기 전국장애인 태권도대회 종합 1위
- 2017.11.18.  제4회 한라배 전국장애인 한마음 태권도대회 종합 1위
- 2018.12.27.  급식실, 체육관, 특별실 증축
- 2020.03.01.  제7대 하준석 교장 취임

## 참고 자료
- 동현학교 - 한국교육학술정보원 학교알리미